# Teresa Andrés Zamora
Teresa Andrés Zamora (Villalba dos Alcores, 1907- Paris, 5 de julho de 1946), foi uma bibliotecária espanhola que esteve à frente das Bibliotecas de Cultura Popular durante a Guerra Civil. Delegada em Valência do Ministério de Instrução Pública, militante comunista, republicana, sindicalista e feminista, teve que exilar-se, primeiro na Bélgica e depois em França, onde faleceu aos 39 anos de idade.